# جيمس بي. مورغان
جيمس بي. مورغان (بالإنجليزية: James B. Morgan)‏ هو قاضي ومحامي وسياسي أمريكي، ولد في 14 مارس 1833 في فايتيفيل في الولايات المتحدة، وتوفي في 18 يونيو 1892. حزبياً، نشط في الحزب الديمقراطي. وقد انتخب عضو مجلس ولاية مسيسيبي وانتخب عضو مجلس النواب الأمريكي.